# Il sole tornerà
Il sole tornerà è un film del 1957 diretto da Ferdinando Merighi.

## Trama
Carlo si innamora di Marina, una giovane sarta rimasta vedova con una figlia.